# Penakukowie
Penakukowie (ang. Pennacook) – plemię Indian Ameryki Północnej zamieszkujące obszary stanów New Hampshire, Massachusetts i Maine. Nazywano ich również Merimakami od rzeki w tym regionie. Blisko spokrewnieni z Abenakami.
W dzisiejszych czasach niewielka ich liczba zamieszkuje te same ziemie, ale znani są jako odłam Indian św. Franciszka (resztki różnych plemion z terenów Nowej Anglii). Nazwę wzięły od nich miasto i jezioro w hrabstwie Merrimac w New Hampshire.